# Front Socialdemòcrata del Camerun
Front Socialdemòcrata del Camerun (francès: Front Social Démocrate) és un partit polític del Camerun, d'orientació socialdemòcrata. És membre de ple dret de la Internacional Socialista i l'Aliança Progressista.